# Marcus Garvey
Marcus Mosiah Garvey (Saint Ann's Bay, Jamaica, 17 de agosto de 1887 – Londres, 10 de junho de 1940) foi um ativista político, editor, jornalista, empresário e comunicador jamaicano. É também cultuado como um profeta pelos devotos da religião afrojamaicana Rastafári, na qual é considerado como “O Moisés Negro”, responsável pela convocação dos afrodescendentes pelo mundo para o retorno à África e para a afirmação de uma identidade africana anticolonial. Foi fundador e primeiro presidente da Associação Universal para o Progresso Negro e Liga das Comunidades Africanas (UNIA, no acrônimo em inglês), movimento que ficou popularmente conhecimento "De Volta para a África". Através da UNIA, Garvey foi eleito "presidente provisório da África". Ideologicamente vinculado ao nacionalismo negro e ao pan-africanismo, suas ideias dariam origem ao chamado "garveyismo", consciência política que se tornou uma das principais características da fé Rastafári.
Nascido em uma família afrojamaicana relativamente próspera, Garvey trabalhou como aprendiz em uma gráfica durante sua adolescência. Envolveu-se com o movimento sindical enquanto trabalhava em Kingston e, posteriormente, viveu por um curto período na Costa Rica, no Panamá e na Inglaterra. Retornou à Jamaica e fundou a UNIA em 1914. Em 1916, mudou-se para os Estados Unidos e estabeleceu uma filial da UNIA no bairro do Harlem, em Nova Iorque. Enfatizando a união entre os negros e o tema da diáspora africana, defendeu o fim do colonialismo europeu na África e a unificação política do continente. Garvey idealizou uma África unificada e governada por ele mesmo, através de um regime de partido único que criaria leis para garantir a pureza racial dos negros. Embora nunca tenha visitado o continente africano, ele foi um dos principais idealizadores do movimento de "retorno para a África", incentivando fortemente os afro-americanos a emigrarem para lá. As ideias garveistas se popularizaram bastante e a UNIA agregou uma enorme quantidade de filiados. Entretanto, seu apoio ao separatismo negro — e sua colaboração com grupos racistas e supremacistas brancos, nomeadamente a Ku Klux Klan (KKK), de quem se aproximou a fim de promover interesses comuns no âmbito da segregação racial — isolaram Garvey de outros proeminentes ativistas dos direitos civis dos afro-americanos, que defendiam os ideais de integração e de igualdade racial, tais como W. E. B. Du Bois.
Acreditando que os afro-americanos precisam garantir sua independência financeira em uma sociedade dominada por brancos, Garvey fundou várias empresas nos Estados Unidos, incluindo a Negro Factories Corporation e o jornal Negro World. Em 1919, ele se tornou presidente da Black Star Line, uma companhia de navegação que intencionava estabelecer uma rota de passageiros entre a América do Norte e a África, visando facilitar a emigração de afro-americanos para a Libéria. Em 1929, Garvey foi condenado pelo crime de fraude postal, após uma operação de venda de ações da Black Star Line, e passou quase dois anos preso em uma penitenciária de Atlanta. Alguns ativistas afirmaram que sua prisão foi politicamente motivada, ao passo que o próprio Garvey responsabilizou os judeus, que alegadamente o discriminariam por suas ligações com a Ku Klux Klan. Deportado para a Jamaica em 1927, Garvey se estabeleceu em Kingston com sua esposa, Amy Jacques, e deu continuidade ao seu ativismo político, criando o Partido Político do Povo e servindo como vereador por um breve período. Com a UNIA mergulhada em dificuldades financeiras cada vez maiores, Garvey se mudou para Londres em 1935, mas sua postura anticomunista o isolaria dos ativistas negros da capital inglesa. Garvey morreu em Londres em 1940, mas seu corpo foi transladado para a Jamaica em 1964, para ser sepultado no Parque dos Heróis Nacionais, em Kingston.
Garvey foi uma figura bastante controversa. Ele foi elogiado por encorajar o sentimento de orgulho e de autoestima entre os africanos e os afrodescendentes, em contextos frequentemente marcados por pobreza generalizada, discriminação racial e colonialismo. Entretanto, muitos expoentes do movimento negro o consideravam um demagogo pretensioso e criticavam fortemente sua colaboração com supremacistas brancos, sua retórica violenta e seu preconceito contra pessoas mestiças e judeus. Ele é considerado um herói nacional na Jamaica, onde suas ideias exerceram forte influência em movimentos como o Rastafári, a Nação do Islã e o movimento Black Power.

## Biografia
Marcus Mosiah Garvey nasceu em Saint Ann's Bay, capital da paróquia de Saint Ann, Jamaica. Ele era o mais novo de 11 filhos, 9 dos quais morreram ainda na infância. Garvey frequentou a escola infantil e elementar em Saint Ann's Bay, e era tido como aluno brilhante. Ele também recebeu instrução particular de seu padrinho Alfred Burrowes, proprietário de uma oficina gráfica. Com 14 anos Marcus Garvey tornou-se aprendiz no negócio.
O jovem Garvey, que gostava de nadar, tomar sol e jogar críquete, herdou o amor pelos livros de seu pai — um culto maçom, que possuía vasta biblioteca. Esse amor pelos livros também foi incentivado pelo padrinho Burrowes, também possuidor de uma biblioteca particular, da qual Garvey fez amplo uso. Ele também conhecia e travava contato com diversas pessoas que frequentavam a oficina para discutir política e assuntos da comunidade com Burrowes.
No mesmo ano em que se tornou aprendiz de Burrowes, Garvey foi marcado por um acontecimento de fundo racista. Como vizinho de uma família branca, ele havia criado laços de amizade com uma menina de sua idade, que aos 14 foi enviada para a Inglaterra e proibida de escrever cartas para Garvey porque ele era um nigger (termo de cunho preconceituoso usado em países de língua inglesa). Marcus percebeu então claramente as fronteiras que separavam negros e brancos na sociedade jamaicana.
Por volta de 1906 Garvey deixou Saint Ann's Bay em direção a Kingston, na tentativa de melhorar sua vida. Chegando lá ele trabalhou primeiro com um parente materno, e depois na empresa P.A. Benjamin Limited, como compositor na seção de impressão. Em 1907 se tornou um excelente impressor e contramestre. Nessa época um grande terremoto havia arrasado Kingston, o que gerou ainda mais pobreza na cidade. No ano seguinte (1908) os empregados da P.A. Benjamin, através do sindicato dos tipógrafos, entraram em greve por melhores salários. Foi a primeira experiência sindical de Garvey, que se juntou à paralisação apesar das promessas de melhores salários para quem furasse a greve. Com o insucesso do movimento, Garvey perdeu seu emprego, e foi colocado numa lista de perseguidos dos empregadores, sendo incapaz de arrumar outro emprego na tipografia privada; conseguiu, no entanto, uma vaga na imprensa do governo. Por esses anos Garvey também teve sua primeira experiência com jornalismo político, ao ingressar no National Club of Jamaica, um clube político. (Ele havia colaborado, antes, num jornal chamado The Watchman, ainda na P.A. Benjamin).

### Viagens
Então ele saiu da Jamaica para ir para a Costa Rica, como fiscal em plantações de banana, por volta de 1910. Ao observar as condições de trabalho de outros negros, Garvey decidiu que tentaria mudar e melhorar suas vidas. Ele saiu da Costa Rica e viajou pela América Central e do Sul, a trabalhar e observar as condições de trabalho dos negros na região. Passou pela Guatemala, Panamá, Nicarágua, Equador, Chile e Peru. Em todo lugar Marcus Garvey observou que as condições de trabalho do negro eram péssimas, e que muitos enfrentavam o desemprego e a pobreza.
Em alguns dos países visitados, e sempre que podia, Garvey publicava pequenos jornais e panfletos contendo suas impressões sobre a realidade local. Na Costa Rica ele publicou o La Nacíonale, e no Panamá ele publicou o La Prensa. Contudo, além de enfrentar as autoridades (que chegaram a baní-lo da Costa Rica) ele também enfrentava o descaso do povo, que não era capaz de entender ainda a importância de ter uma voz na mídia para defender seus interesses.
Ao retornar para a Jamaica, Garvey pediu atenção do governo colonial para a situação da América Central, para que houvesse uma intervenção no sentido de melhorar a vida dos trabalhadores. Seu apelo foi recebido por ouvidos moucos.
Em 1912 ele partiu para a Inglaterra, onde vivia sua única irmã, Indiana. Em Londres ele aprendeu muito sobre a cultura africana e também se interessou pelas condições dos negros nos Estados Unidos. Visitava freqüentemente a Câmara dos Comuns e assistia conferências no Birksbeck College. Tornou-se amigo de Duse Muhammad, um egípcio nacionalista e que publicava o The African and Orient Review.
A experiência em Londres foi muito importante para Garvey, tanto no sentido de entender o funcionamento de uma democracia quanto pelo fato de poder entrar em contato com vários africanos que, nascidos em outras colônias britânicas, iam estudar na Inglaterra. Com essas pessoas Garvey percebeu que os problemas da Jamaica eram muito semelhantes aos problemas enfrentados por populações negras de todo o mundo. Foi ainda em Londres que ele entrou em contato com os líderes do Movimento Pan-Africano, e conheceu a obra de Booker T. Washington.

### AUPN
Ao retornar para a Jamaica em 1914 Garvey formou (em 1 de agosto) a Associação Universal para o Progresso Negro ou AUPN
(Universal Negro Improvement Association, mais conhecida como UNIA). O lema da UNIA era One God! One Aim! One Destiny! (Um Deus! Uma aspiração! Um destino!). Garvey era o presidente da associação, que pretendia unir "todas as pessoas de ascendência africana do mundo em uma grande massa estabelecida em um país e governo absolutamente próprios."
Entre os objetivos da UNIA estavam:
- a promoção da consciência e unidade na raça negra, da dignidade e do amor
- o desenvolvimento da África, livrando-a do domínio colonial e transformando-a numa potência
- protestar contra o preconceito e a perda aos valores africanos
- estabelecer instituições de ensino para negros, onde se ensinasse a cultura africana, também
- promover o desenvolvimento comercial e industrial pelo mundo
- auxiliar os despossuídos em todo o mundo

A primeira sede da UNIA localizava-se no número 30 da rua Charles, em Kingston. Depois a entidade mudou-se para a escola Saint Mark, e então para a rua King, no prédio conhecido como Liberty Hall. Em função disso, os escritórios da UNIA ao redor do mundo passaram a ser conhecidos como Liberty Hall, também.
Inicialmente a UNIA era ridicularizada na Jamaica, mesmo pelos negros. Como resposta, ele disse que aqueles que o ridicularizavam eram os negros "que não queriam ser reconhecidos como negros, mas como brancos."
Depois de manter correspondência com Booker T. Washington durante o ano de 1915, Garvey partiu para os EUA em 1916. Infelizmente quando ele chegou nos país, Booker Washington acabara de morrer. Mesmo assim Garvey passou a ativista negro nos EUA, ensinando os negros a buscarem seus direitos.
Todavia, Garvey viajou pelos EUA como conferencista. Residiu lá até 1927, quando foi deportado. Durante este período, ele trabalhou assiduamente para criar e consolidar a UNIA em uma organização realmente internacional.
Seus esforços foram bem-sucedidos, e em 1920, a associação ostentava mais de 1 100 filiais em mais de 40 países. A maior parte dessas filiais estavam localizadas nos Estados Unidos, que se tornou a base de operações da UNIA. Havia escritórios da UNIA em vários países do Caribe, como Cuba (que os tinha em maior número), e também no Panamá, Costa Rica, Equador, Venezuela, Gana, Serra Leoa, Libéria, Namíbia, e África do Sul.
Em sua passagem pelos EUA Garvey publicou também o semanário Negro World, entre 1918 e 1933, no Harlem. O jornal promovia as ideias nacionalistas de Garvey e foi um canal importante de expressão para a comunidade negra durante os anos do Renascimento do Harlem. Seções em francês e espanhol foram incluídas, e em 1920 o Negro World estimava sua tiragem em 50 000 exemplares; pode ter sido ele o jornal mais amplamente distribuído pelo mundo, e suas cópias chegaram a pessoas negras de todos os continentes.
Garvey esteve ligado a outras publicações como The Daily Negro Times (Harlem, 1922–4), The Blackman, (Kingston, 1929–31), The New Jamaican (Kingston, 1932–3), The Black Man Magazine (Kingston, e depois Inglaterra, 1933–9).
Garvey foi eleito presidente provisório da África durante a convenção organizada pela UNIA em 18 de agosto de 1920. Era primariamente uma posição ceremonial, por várias razões; os países da África eram, na sua maioria, colônias de países europeus, e Garvey não tinha visto para entrar em qualquer lugar da África, nem mesmo nas colônias britânicas (Garvey era cidadão inglês pois a Jamaica também era colônia).
No entanto a saúde de Garvey estava ficando pior a cada dia. Em junho de 1940 ele sofreu dois derrames e morreu. Seu corpo foi embalsamado e enterrado no Cemitério Kendal Green, Londres. Em novembro de 1964 seus restos mortais foram transladados para a Jamaica e enterrados no National Heroes Park, sendo Garvey proclamado o primeiro herói nacional jamaicano.

## Memória
Ao redor do mundo, a memória de Garvey é mantida viva, seja em escolas e faculdades, estradas, prédios na África, Europa, Caribe e EUA; seja através da UNIA (com sua bandeira das cores vermelha, preta e verde); seja através de monumentos dedicados a ele, como o que figura na sala de heróis da Organização dos Estados Americanos, desde 1980.
Existem diversos monumentos dedicados a Garvey também na Jamaica, entre os quais o mais tradicional é a estátua em frente à biblioteca de Saint Ann's Bay. Na mesma cidade há uma escola secundária com o nome de Garvey. Kingston é servida com uma estrada que leva o nome de Marcus Garvey, e há um busto do herói no Apex Park. Algumas moedas jamaicanas têm gravada a fisionomia dele, também.
Marcus Garvey tem, para o povo negro, como contribuição mais importante o resgate do orgulho e da dignidade em ser negro. Suas atitudes mostram como o negro pode escapar do complexo de inferioridade racial.